# Križ (gmina Sežana)
Križ – wieś w Słowenii, w gminie Sežana. W 2018 roku liczyła 644 mieszkańców.